# Fischer Hoverwing HW50
Der Hoverwing HW50 ist der Entwurf eines fünfzigsitzigen Bodeneffektfahrzeugs aus dem Jahr 2007, das als Schnellfährboot entwickelt wurde.

## Geschichte
Der Fischer Hoverwing HW50 stammt aus einer Reihe von Großfähren-Entwürfen, die Fischer Flugmechanik nach Abschluss der erfolgreichen Erprobung des Fischer Hoverwing HW2VT Erprobungsträgers auflegte. Der Entwurf entspricht in etwa einem vergrößerten Fischer Hoverwing HW20. Die südkoreanische Firma Wingship Technologies aus Gunsan-Si erwirbt 2009 die Nutzungsrechte der Hoverwing-Technologie für Fahrzeuge über 40 Tonnen und übernimmt den HW50-Entwurf für den Bau eines eigenen Bodeneffektfahrzeugs unter der Bezeichnung Wingship WSH-500 (WSH = Wingship Hoverwing).

## Konstruktion
Abweichend vom HW50-Entwurf lehnte sich das Wingship-Entwicklungsteam bei der Auslegung des WSH-500 am ursprünglichen Erprobungsträger HW2VT an. Bei Wingship Technologies entstand der Entwurf eines Ganzmetall-Bodeneffektfahrzeugs mit zwei Katamaran-Rümpfen, zwischen denen der Kabinenaufbau angeordnet wurde. Der Entwurf entspricht einem stark vergrößerten HW2VT. Bei einem Startgewicht von 21,5 Tonnen beträgt die Nutzlast etwa 4,4 Tonnen bzw. 50 Passagiere. Bei einer Geschwindigkeit von 180 km/h kann die WSH-500 eine Strecke von 300 km zurücklegen. Als Antrieb kommen zwei 1400 PS starke Turboshaft Diesel Motore zur Anwendung. Die Entscheidung für eine Ausführung in Metallbauweise fiel auf Grund der fehlenden Erfahrungen im Umgang mit Faserverbundwerkstoffen in Korea.

## Produktion und Vertrieb
Für den Bau der WSH-500 gründete Wingship Technologies im April 2009 das Tochterunternehmen Winghship Heavy Industries. In Gunsan-Si wurde im Dezember 2009 die erste von vier geplanten Dockanlagen für den künftigen Serienbau eingeweiht. Der Bau des Prototyps begann im November 2010 und dauerte etwa ein Jahr. Am 11. Oktober 2011 erfolgte in Gunsan der Stapellauf des WSH-500-Prototyps im Beisein von Hanno Fischer. Die ersten Probeläufe des Fahrzeugs fanden am 24. Oktober 2011 statt. Ab Dezember 2011 erfolgte die See-Erprobung des WSH-500 und schiffstechnische Zulassung durch Lloyds Registers. Die endgültige Zertifizierung des WSH-500 einschließlich seiner Komponenten wurde Ende 2014 abgeschlossen. Der WSH-500 erhielt die IMO-Nummer 9590436.
Wingship Technologies bietet den WSH-500 als Fährboot, aber auch für militärische Anwendungsbereiche an. Um die Eignung des WSH-500 im Fährbetrieb zu erproben, wird im Mai 2013 zu Demonstrationszwecken ein Fährbetrieb zwischen Bieunghang und Aewolhang auf Jeju durch Ocean Express eingerichtet. Als Launching Customer trat im November 2012 die koreanische Marine auf. Weitere Interessenten stammen aus dem Bereich Offshore-Ölplattformversorgung und Fährdiensten in Europa. Die WSH-500 soll für einen Stückpreis von etwa 7 Millionen US-Dollar erhältlich sein.
Wingship Technologies arbeitet inzwischen an einer Variante in Faserverbundwerkstoffen unter der Bezeichnung WSH-501. Auch der Entwurf einer 150-sitzigen Variante unter der Bezeichnung WSH-1500 ist bereits bei Wingship Technologies in Arbeit. Langfristig sollen nach dem Prinzip des WSH-500 auch 300- und 500-sitzige Bodeneffektfahrzeuge in Gunsan gebaut werden.

## Versionen
- Fischer Hoverwing HW50 – Basisentwurf des Fischer Hoverwing HW50
- Winghsip Hoverwing WSH-500 – Weiterentwicklung des HW50 auf Basis des HW2VT-Layouts in Ganzmetall
- Wingship Hoverwing WSH-501 – geplante Weiterentwicklung des WSH-500 in Faserverbundwerkstoff-Bauweise
- Wingship Hoverwing WSH-1500 – geplante 150-sitzige vergrößerte Variante des WSH-500

## Technische Daten
| Kenngröße             | Wingship Hoverwing WSH-500 |
| --------------------- | -------------------------- |
| Besatzung             | 3                          |
| Passagiere            | 47                         |
| Länge                 | 29,10 m                    |
| Spannweite            | 27,20 m                    |
| Höhe                  | 7,50 m                     |
| Flügelfläche          | m²                         |
| Flügelstreckung       |                            |
| Gleitzahl             |                            |
| Geringstes Sinken     |                            |
| Nutzlast              | 5500 kg                    |
| Leermasse             | 11561 kg                   |
| max. Startmasse       | 17132 kg                   |
| Reisegeschwindigkeit  |                            |
| Höchstgeschwindigkeit | 95 kts                     |
| Dienstgipfelhöhe      | 5,0 m                      |
| Reichweite            | 1000 km                    |
| Triebwerke            | 2×1400 PS Diesel           |